# کاندیا کاناوزه
کاندیا کاناوزه (به ایتالیایی: Candia Canavese) یک کومونه در ایتالیا است که در استان تورین واقع شده‌است.

## خصوصیات
کاندیا کاناوزه ۹٫۲ کیلومترمربع مساحت و ۱٬۳۲۲ نفر جمعیت دارد و ۲۸۵ متر بالاتر از سطح دریا واقع شده‌است.